# Lothar Kreiser
Lothar Werner Kreiser (* 19. Juni 1934 in Arnsdorf; † 15. August 2023) war ein deutscher Philosoph und Hochschullehrer.

## Leben
L. Kreiser, 2. Sohn einer Fabrikarbeiterin und eines Schweizers, besuchte von 1940 bis 1948 die Volks- bzw. Grundschule in Arnsdorf, erlernte von 1949 bis 1952 den Beruf des Werkzeugmachers im VEB Leuchtenbau Arnsdorf, erwarb 1954 das Abitur an der Arbeiter-und-Bauern-Fakultät der Universität Leipzig und studierte dort bis 1959 Philosophie mit Nebenfach Mathematik. Nach dem Staatsexamen war er Aspirant an der Humboldt-Universität zu Berlin und schloss die Aspirantur 1962 mit dem Erwerb des akademischen Titels des Dr. phil. ab.
Von 1962 bis 1968 war er Assistent bzw. Oberassistent am Institut für Philosophie der Karl-Marx-Universität Leipzig. 1967 habilitierte er sich und wurde 1968 zum ordentlichen Dozenten für Logik an dieser Universität ernannt. 1972 wurde er zum ordentlichen Professor für Logik berufen. Im Studienjahr 1980/81 war er Inhaber des Internationalen Frege-Lehrstuhls an der Friedrich-Schiller-Universität Jena. Lehraufträge für Logik hatte er über Jahre an der Pädagogischen Hochschule Dresden und an der Martin-Luther-Universität.
1992 erfolgte seine Neuberufung als ordentlicher Professor für Logik, klassische Logik und Semantik.
Von 1989 bis 1994 war er Dekan der Fakultät für Philosophie und Geschichtswissenschaften der Universität Leipzig und als solcher Mitglied des Senats dieser Universität. Von 1990 bis 1992 vertrat er die Fakultät für Philosophie und Geschichtswissenschaften im Philosophischen Fakultätentag. Anschließend war er von 1992 bis 1998 Mitglied des Wissenschaftsrates bei der Bundesregierung Deutschland und wirkte dort in einer Reihe zeitweiliger bzw. ständiger Kommissionen mit. Daneben war er in dieser Zeit noch in anderen nationalen Wissenschaftsorganisationen tätig. Von 1992 bis 2000 war er Mitglied des Forschungsbeirates beim Sächsischen Staatsministerium für Wissenschaft und Kunst.
Ab 1995 war er ordentliches Mitglied der Sächsischen Akademie der Wissenschaften zu Leipzig und gehörte der Philologisch-Historischen Klasse an, deren Sekretär er von 2001 bis 2003 war.
L. Kreiser vertrat die Ansicht, dass die Logik eine nicht-philosophische Strukturwissenschaft und deshalb wie eine solche zu betreiben sei. Diese, auch von anderen vertretene Position, wurde 1987 von den zuständigen staatlichen Instanzen der DDR akzeptiert, insbesondere auch von der Abteilung Wissenschaften im ZK der SED.
Die Logik war damit in der DDR auch offiziell kein Bestandteil der marxistisch-leninistischen Philosophie (Ideologie).
In der DDR war er Mitglied von wissenschaftlichen Beiräten des Hochschul- und des Volksbildungsministeriums. 1986 wurde er vom Minister für das Hoch- und Fachschulwesen der DDR zum Leiter einer Kommission berufen, die eine Entwicklungskonzeption der Logik an den Universitäten und Hochschulen der DDR bis 1990 und Strategien für die Zeit danach erarbeiten sollte. Schon in ihrer 1. Vorlage wurde die Konzeption 1987 angenommen und sie brachte auch den Durchbruch in seinem langjährigen Bestreben, den Logikunterricht an den Erweiterten Oberschulen einzuführen. Im gleichen Jahr noch wurde mit der praktischen Erprobung eines Lehrplans für den fakultativen Logikunterricht an ausgewählten Erweiterten Oberschulen im sächsischen Raum begonnen. Gleichzeitig wurden Vorbereitungen für die voraufgehende Qualifizierung von Lehrkräften an den Schulen und an Pädagogischen Hochschulen getroffen. L. Kreiser gehörte in der Zeit des Bestehens des Forschungs- und Rechenzentrums Dresden dessen wissenschaftlichem Beirat an und unterstützte auch mit eigenen Beiträgen die bildungstheoretischen, elektronisch gestützten Untersuchungen unter Leitung von Horst Kreschnak.
Gegenstand der Logik sind Kreisers Ansicht nach Folgerungsbeziehungen zwischen semantisch zu bestimmenden Werten ihrer jeweiligen Trägermenge. Eine Reihe solcher Folgerungsbeziehungen untersucht er in seinem 2008 erschienenen Buch „Die Vielfalt des Logischen“. In ihre Erforschung und ihre systematische Entwicklung als nicht-klassische logische Theorie, deren originären Anwendungsbereiche Gesellschaftswissenschaften sind, bezog er die logische Methodologie, deren Bearbeitung er in seinem Lehrstuhl durch den von einem Mitarbeiter geleiteten Aufbau einer Lehr- und Forschungsgruppe förderte, als Untersuchungsmittel mit ein. Er regte seine Mitarbeiter zur Bearbeitung nichtklassischer logischer Theorien an, deren Ergebnisse u. a. in dem 1986 in erster und 1990 in zweiter Auflage erschienenen Buch „Nichtklassische Logik. Eine Einführung“ vorgestellt wurden. Die Geschichte der Logik, vor allem der formalen Logik, stellte ein weiteres Forschungs- und auch Lehrgebiet von ihm dar. Die Werke z. B. von B. Bolzano, W. Wundt oder H. Lotze enthalten seiner Meinung nach noch immer Ideen, die Erkennen auslösende Impulse für die heutige Forschung geben können, analog dem logisch-semantischen Schaffens Freges, das ebenfalls ein Untersuchungsgebiet von ihm ist. Ein Ergebnis seiner jahrzehntelangen Nachforschungen über das Leben und Wirken von Gottlob Frege ist die erste umfassende Biographie Freges (erschienen 2001). Er wirkte mit an dem von dem tschechischen Logiker Karel Berka konzipierten Sammelband Logik-Texte. Kommentierte(n) Texte zur Geschichte der modernen Logik, der 1971 im Akademie-Verlag unter beider Namen erschien und eine sehr erfolgreiche Publikation war, die mehrere Auflagen erlebte.
An Freges Sinnvariation zur Entscheidung der Frage, ob eine gegebene Aussage aus einer Menge von Aussagen von dieser logisch unabhängig ist oder nicht, anschließend entwickelte L. Kreiser ein Verfahren zum Verstehen eines mit Geltungsanspruch verbundenen Textes über seine logischen Komponenten. Er stellte den heuristischen Wert dieses Verfahrens u. a. an einem aussagenlogischen Modell für die Aussagen im Kapitel 1 („Über Gott“) der „Ethik“ von Baruch de Spinoza sowie einem Abschnitt aus der „Wissenschaftslehre“ von Johann Gottlieb Fichte vor. Textverstehen über logische Modelle ist ihm zufolge Gegenstand der logischen Hermeneutik.
L. Kreiser war Wissenschaftler, Wissenschaftsorganisator, Wissenschaftspolitiker und Bildungstheoretiker.

## Veröffentlichungen
Er veröffentlichte rund 200 wissenschaftliche Arbeiten zu Themen seines Berufungsgebietes, darunter vier eigene Bücher
- Deutung und Bedeutung. Zur logischen Semantik philosophischer Terminologie. Akademie-Verlag, Berlin 1986, 136 S.
- Gottlob Frege. Leben – Werk – Zeit (2001)
- Die Vielfalt des Logischen (2008)
- Logik und Logiker in der DDR (2009)

drei Bücher als Koautor
- (Hrsg. mit Karel Berka): Logik-Texte, Kommentierte Textauswahl zur Geschichte der modernen Logik. Akademie-Verlag, Berlin 1971. Mehrere auch erweiterte Auflagen.
- Nichtklassische Logik (1986)
- Traditionelle und nichtklassische Logik (2004)

und ist Herausgeber von zwei Büchern
- G. Frege: Schriften zur Logik (1973)
- L. Borkowski: Formale Logik (1976)

Internationale Anerkennung fanden seine Arbeiten über Gottlob Frege, dem Begründer der modernen Logik, seine logisch semantischen Arbeiten und seine Untersuchungen zur logischen Hermeneutik.